# 高爾夫球也瘋狂2
《高爾夫球也瘋狂2》（英語：Happy Gilmore 2）是一部2025年美國運動喜劇片，由凱爾·紐瓦克執導，蒂姆·赫利希與亞當·山德勒編劇。本片為1996年電影《高爾夫球也瘋狂》的續集，山德勒、朱莉·鲍温、克里斯托弗·麦克唐纳及班·史提勒回歸演出，而班尼·沙夫戴和壞痞兔則加入飾演新角色。電影講述前集的30年後，退休的高爾夫球手哈皮·吉爾摩（Happy Gilmore，山德勒飾演）為了支付女兒的芭蕾舞名校學費，重返賽場。與此同時，前勁敵神槍手·麥蓋文（Shooter McGavin，麥克唐納飾演）也重出江湖。
《高爾夫球也瘋狂2》2025年7月25日在Netflix上線。

## 劇情
在1996年首次贏得巡迴賽冠軍後，哈皮·吉爾摩的高爾夫球生涯一路順風順水，又贏得了五次冠軍，並與妻子維吉妮亞·凡內育有四子一女。2014年，哈皮因一記開球不慎擊中維吉妮亞的頭部而意外喪命。此後，哈皮深感悲痛，出於愧疚，他放棄了高爾夫生涯。不久便染上了酒癮，失去了一切，包括從祖母那裡繼承的房子。此前，哈皮還將一名房屋回收工人誤認為偷車賊，打了對方一頓；哈皮遭起訴。
11年後，哈皮在一家超市工作，與女兒兼最小的孩子薇娜住在一起，而四個兒子——哥蒂、韋恩、巴比和泰瑞都搬了出去，從事藍領工作來養活父親和妹妹。薇娜想學習跳舞，舞蹈老師建議哈皮送她去巴黎的一所四年制芭蕾舞學校學習，每年的學費為7.5萬美元。哈皮在工作期間，被大咖能量飲料（Maxi Energy Drink）兼即將開業的新高爾夫聯盟「大咖高爾夫」（Maxi Golf）的CEO法蘭克·曼納提找上，對方想讓哈皮成為自家聯盟的明星。哈皮拒絕，但在約翰·戴利的鼓勵下，重新開始打高爾夫球，想要贏足夠的錢讓薇娜上芭蕾舞學校。
哈皮在參加第一場比賽時喝得酩酊大醉，撞壞了高爾夫球車，為此失去了工作並吃上官司。法院同意，如果他完成一項徹底的酒精治療計畫，且不發生任何肢體衝突，就撤銷所有指控。他發現，此治療計畫的負責人正是虐待哈皮祖母的看護哈爾·L。
薇娜和約翰建議哈皮認真練習，並參加下一屆巡迴錦標賽。哈皮見到了老朋友，其中包括巡迴賽主席道格·湯普森，對方擔心大咖高爾夫的快速崛起將引響傳統高爾夫。哈皮建議組織兩個聯盟之間的比賽，道格則提議讓兩個聯盟的五名最佳球員互相較量。道格告訴球員們，下一屆巡迴錦標賽的前五名將與大咖高爾夫聯盟競爭。哈皮收了笨拙的奧斯卡當心球僮，並在在巡迴錦標賽的前三輪表現出色。哈皮在母親節那天的第四輪比賽中喝得酩酊大醉，表現受影響，最終獲得第六名。獲勝者比利·傑金斯透露，自己實際上是大咖高爾夫聯盟的成員，參加巡迴錦標賽只是為了調侃哈皮。哈皮獲得了參加比賽的資格。
神槍手·麥蓋文自從1996年巡迴錦標賽輸給哈皮後，就一直接受精神病治療。法蘭克將他放出院，並邀請他加入自家聯盟擔任隊長。法蘭克還透露，包括比利在內的所有大咖高爾夫聯盟球員的髂腰韌帶都透過手術斷裂，以提升他們的開球距離。神槍手對此反感，也對法蘭克「極端」的高爾夫風格過於偏離傳統高爾夫感到厭惡，便選擇逃脫。神槍手聽聞維吉妮亞的死訊後，前往墓前祭拜，並在此與哈皮短暫打了一架，隨後達成和解。哈皮見了胖查布·彼得森之子瘦皮猴，被瘦皮猴原諒。擔任選手的哈皮、羅伊·麥克羅伊、布萊森·德尚布、布洛克斯·科普卡及史考提·薛夫勒做好準備，以對決大咖高爾夫聯盟。
薛夫勒在第一場比賽中就因毆打對手而遭取消資格，更被警方拘捕。科普卡受傷後，由神槍手頂替，使傳統高爾夫球員們最終以2-2戰平。哈皮和比利隨後展開對決，爭奪最終的勝利。哈皮有機會一桿進洞贏得比賽，但法蘭克啟動了旋轉式果嶺，使推桿無法進行。法蘭克與哈皮約定：如果哈皮錯失了此推桿，哈皮必須加入大咖高爾夫聯盟。如果哈皮成功，法蘭克必須放棄自家聯盟，並買回哈皮的房子、支付薇娜芭蕾舞學校的費用、將自己的新電動車送給哈皮，並為奧斯卡開一家義式餐廳。在奧斯卡的幫助下，哈皮一桿進洞，贏得了比賽。
事後，正當哈皮慶祝自己戒酒三個月之際，哈爾被揭發是個騙子，被捕入獄。大咖能量飲料被揭露會導致嚴重的口腔健康問題後停產，法蘭克神隱。哈皮陪同孩子們到機場準備去巴黎，並承諾參加英國公開賽後會去和他們會合。飛機起飛後，他抬頭看到妻子和其他已故的朋友在空中向自己揮手。哈皮正準備開車離開，卻發現新車的電池沒電，於是抓起高爾夫球包，沿路走回去。在片尾，薛夫勒仍賴在警局的獄中不打算離開。

## 演員
- 亞當·山德勒飾演哈皮·吉爾摩（Happy Gilmore）
- 朱莉·鲍温飾演維吉妮亞·凡內（Virginia Venit）
- 克里斯托弗·麦克唐纳飾演神槍手·麥蓋文（Shooter McGavin）
- 班尼·沙夫戴飾演法蘭克·曼納提（Frank Manatee）
- 壞痞兔飾演奧斯卡（Oscar）
- 約翰·戴利（英语：John Daly (golfer)）飾演虛構版本的他自己
- 班·史提勒飾演哈爾·L（Hal L.）
- 潔奇·山德勒飾演莫妮卡
- 莎蒂·山德勒飾演夏洛特（Charlotte）
- 桑妮·山德勒（英语：Jackie Sandler）飾演薇娜·吉爾摩（Vienna Gilmore）
- 馬克斯韋爾·雅各布·傅利曼（英语：Maxwell Jacob Friedman）飾演哥蒂·吉爾摩（Gordie Gilmore）
- 埃森·卡柯斯基飾演韋恩·吉爾摩（Wayne Gilmore）
- 菲利普·費恩·史奈德（Philip Fine Schneider）飾演巴比·吉爾摩（Bobby Gilmore）
- 康諾·雪利（Conor Sherry）飾演泰瑞·吉爾摩（Terry Gilmore）
- 丹尼斯·杜根飾演道格·湯普森（Doug Thompson）
- 凱文·尼龍飾演蓋瑞·波特（Gary Potter）
- 海利·喬·奧斯蒙飾演比利·傑金斯（Billy Jenkins）
- 拉威爾·克勞福德（英语：Lavell Crawford）飾演瘦皮猴·彼得森（Slim Peterson）

布萊森·德尚布、布洛克斯·科普卡、羅伊·麥克羅伊與史考提·薛夫勒飾演虛構版本的他們自己，為傳統高爾夫隊的成員。史蒂夫·布希密飾演吉爾摩一家的鄰居派特（Pat）；金·惠特莉飾演互助會成員貝西（Bessie）；約翰·法利飾演奈特（Nate）；艾瑞克·安德烈、馬丁·赫利希和瑪格麗特·庫利分別飾演史坦曼（Steiner）、費茲（Fitzy）、莎莉（Sally），是在球場與哈皮打球的三位年輕高爾夫球手；波兹·马龙飾演DJ·喔賣尬（DJ Omar Gosh）；卡迪小子飾演聯邦調查局探員。
馬塞洛·赫南德茲飾演奧斯卡的表弟艾斯特班（Esteban）；特拉维斯·凯尔西飾演奧斯卡在俱樂部餐廳的壞老闆；尼克·斯旺森飾演班·達格特（Ben Daggett）；阿姆飾演小唐納（Donald Jr.），是前集角色唐納（Donald，喬·佛拉赫蒂飾演）的兒子。
前集的凡爾納·倫德奎斯特回歸飾演他自己，羅伯特·斯密格回歸飾演國稅局官員，但在本集改行成為律師；傑克·吉爾拉普托飾演傑克·比爾德（Jack Beard）；喬恩·拉威茨飾演一位在練習場上衣冠楚楚的男子；勞勃·許奈德在哈皮的想像中扮演騎著三輪車的侏儒；布莱克·克拉克飾演住在海灘邊的流浪漢；丹·柏德烈飾演派特·丹尼爾斯（Pat Daniels）。
傑金斯的大咖高爾夫球隊的隊友包括：飾演哈利（Harley）的奧利弗·哈德森、飾演史克奇（Screech）的費爾南多·馬雷羅（Fernando Marrero）、飾演8號球（8-Ball）的雷吉·布希，以及飾演弗萊克絲（Flex）的貝基·林奇。博班·馬揚諾維奇飾演德拉戈·拉森（Drago Larson），是哈皮已故老闆拉森先生（Mr. Larson，李察·基路飾演）之子；山德勒的母親茱蒂（Judy）則飾演拉森夫人（Mrs. Larson）。
職業高爾夫球手基岡·布拉德利、佛列德·卡波斯、尼克·佛度、托尼·菲諾、里奇·福勒、吉姆·弗里克、塞爾希奧·加西亞、查理·胡尔、亨特·馬漢、森川柯林、傑克·尼克勞斯、科里·帕文、山大·蕭佛利、喬丹·斯皮思、賈斯汀·托馬斯、李·特維諾（亦在前集出演）、巴巴·沃森與威爾·扎拉托里斯在片中客串演出他們自己。奈莉·科達及南希·洛佩茲與聯合編劇蒂姆·赫利希一起出演監督神槍手從精神病院出院的醫生，佩姬·斯皮拉納克飾演迪克体育用品商店的一名員工。
以真人身份出現的還有體育節目主持人史蒂芬·A·史密斯、克里斯·伯曼與吉姆·格雷、名人艾莉克斯·厄爾、饒舌歌手卡姆隆、遊戲節目主持人肯·詹宁斯、YouTuber西恩·伊凡斯、喜劇播客主持人安德魯·桑提諾與鮑比·李，以及廚師蓋·菲里。

## 製作
2022年9月，亞當·山德勒表示希望總有一天能拍攝《高爾夫球也瘋狂》（1996年）的續集，自己一直在構思後續電影的內容：自己的角色將參與老年高爾夫巡迴賽。2024年3月，克里斯托弗·麦克唐纳透露續集正在開發中，山德勒已向自己提供了劇本初稿。
Netflix於2024年5月宣布，已接管了前集的發行商環球影業來製作《高爾夫球也瘋狂》的續集。凱爾·紐瓦克受聘擔任導演，蒂姆·赫利希與山德勒合作編寫劇本。7月，尼克·斯旺森宣布自己將參與演出。8月，山德勒透露班尼·沙夫戴也將參演本片，美式橄欖球員特拉维斯·凯尔西則會客串演出。9月，麥克唐納和朱莉·鲍温確認回歸演出，壞痞兔、瑪格麗特·庫利及馬克斯韋爾·雅各布·傅利曼也加入了演出陣容。高爾夫球運動員約翰·戴利透露自己參演了本片。
電影2024年9月9日在紐澤西州展開主要拍攝，恰逢山德勒的58歲生日。選角活動在紐澤西州莫里斯敦的一家飯店舉行。拍攝地點包括貝德明斯特的一家鄉村俱樂部、加菲爾德的一家漢堡店、哈克特斯敦的一家高爾夫中心、梅普爾伍德的一家美甲沙龍、米德爾敦的一片海灘、米爾本的一家熟食店、蒙特克萊的一間法國餐廳、莫里斯敦的一間咖啡店、紐華克的一所公立學校、南奧蘭治的薛顿贺尔大学、西奥兰治的蒙特克萊高爾夫俱樂部（Montclair Golf Club）、維羅納鎮的維羅納市政廳（Verona Town Hall），以及克利夫頓的Stop & Shop超市。11月，班·史提勒回歸演出，延續在《萬聖節救星修比》（2020年）中飾演的角色，而前集導演丹尼斯·杜根確認回歸飾演道格·湯普森（Doug Thompson）。本片於2024年12月10日殺青。

## 發行
《高爾夫球也瘋狂2》2025年7月21日在紐約林肯表演藝術中心首映；2025年7月25日在Netflix全球上線。

## 反響

### 觀眾收視
7月21日至27日當週，《高爾夫球也瘋狂2》三天內觀看次數達4670萬次，登Netflix十大英語電影榜首，成為2025年美國Netflix觀看數最高的電影。

## 外部連結
- 互联网电影数据库（IMDb）上《高爾夫球也瘋狂2》的资料（英文）